# HD 50062
HD 50062，又名BD+03 1437，SAO 114525、HR 2543，是一颗恒星，视星等为6.38，位于銀經210.25，銀緯1.44，其B1900.0坐标为赤經6h 46m 24.9s，赤緯+3° 1.44′ 40″。